# درس‌هایی از مکتب اسلام
درس‌هایی از مکتب اسلام یک مجلهٔ دینی بود که از سوی شماری از حوزویان نوگرا قبل از انقلاب ۱۳۵۷ در قم منتشر می‌شد.

## اولین شماره
اولین شمارهٔ این نشریه در خرداد ماه ۱۳۳۷ منتشر شد.

## حامیان
این ماهنامه در زمانی شروع به کار کرد که اندیشه‌های الحادی و مارکسیستی شدیداً تبلیغ می‌شد و بازاریان تهران با حمایت فضلای جوان حوزه علمیه قم و بعدها پشتیبانی سید حسین بروجردی به دفاع از مبانی اسلام پرداخت. از طرفی در این نشریه گاه مناظره‌هایی از چهره‌های شاخص دانشگاهی نظیر علی شریعتی با مجتهدان جوان نظیر ناصر مکارم شیرازی برقرار می‌شد که در شکل‌دهی و رشد اندیشه‌های خواص مؤثر واقع شد.

## نویسندگان
از نویسندگان این مجله به مکارم شیرازی، حسین شب‌زنده‌دار جهرمی، علی دوانی، جعفر سبحانی و حسین حقانی می‌توان اشاره کرد.